# Aeropuerto de Ostrava-Leoš Janáček
El Aeropuerto de Ostrava-Leoš Janácek (IATA: OSR, OACI: LKMT), anteriormente Aeropuerto Internacional de Ostrava-Mošnov, es un aeropuerto que sirve a la ciudad de Ostrava, en la República Checa, ubicado a 20 km (kilómetros) al suroeste de la ciudad. Debido a la distancia al centro de la ciudad, no hay restricciones de ruidos en el aeropuerto.
Es el mayor aeropuerto regional de la República Checa, un activo punto de entrada a Moravia del Norte y Silesia. La ciudad de Ostrava es el centro económico e industrial más importante de la zona.
El aeropuerto está abierto las 24 horas del día los 365 días del año.
Es capaz de atender aviones tan grandes como el Antonov An-124. El helipuerto de Ostrava-Mošnov's permite servir helicópteros, así como aviones de ala alta.
En 2018, 377 936 pasajeros pasaron por la terminal de Ostrava-Mošnov, 5448 toneladas de carga fueron gestionadas y hubo 23 942 operaciones.
En 2008 se abrió un nuevo hangar de mantenimiento CEAM.
Existen planes para construir una nueva terminal de carga.
Desde 2003, tiene lugar una demostración militar en la zona del aeropuerto de Mošnov.

## Servicios al pasajero
- Restaurante, bar, tienda de regalos.
- Tienda duty-free.
- Servicios a pasajeros especiales y VIP.
- Asistencia especial a pasajeros con discapacidades y menores no acompañados.
- Objetos perdidos.
- Cambio de divisas.
- Cajero automático.
- Reservas de billetes.
- Conexión de internet wifi.
- Servicio WAP.

## Estación de trenes
En aeropuerto está la estación de trenes cerca de terminal. Directos trenes de línea S4 a Ostrava van cada hora durante verano o iregularmente durante invierno.

## Aerolíneas y destinos

### Aerolíneas y destinos de pasajeros
Las siguientes aerolíneas operan vuelos regulares al Aeropuerto de Ostrava:
| Aerolíneas          | Destinos |
| ------------------- | --- |
| Aegean Airlines     | Chárter estacional: Salónica |
| Bulgaria Air        | Chárter estacional: Burgas |
| LOT Polish Airlines | Varsovia–Chopin |
| Air Montenegro      | Estacional: Podgorica (inicia 18 de junio de 2024) |
| Ryanair             | Londres–Stansted Estacional: Málaga , Gerona (inicia 30 de marzo de 2025) |
| Smartwings          | Estacional: Hurghada, Marsa Alam Chárter estacional: Antalya, Bodrum, Burgas, Corfú, Dalaman (inicia 26 de mayo de 2024), Enfidha (inicia 11 de junio de 2024), Heraclión, Kos, La Canea (inicia 29 de mayo de 2024), Lamezia Terme (inicia 13 de junio de 2024), Marsa Matrouh (inicia 30 de mayo de 2024), Monastir, Murcia (inicia 10 de junio de 2024), Palma de Mallorca, Preveza/Lefkada, Rodas, Tirana (inicia 10 de junio de 2024), Varna, Yerba, Zante |

### Vuelos de carga
| Aerolíneas         | Destinos                      |
| ------------------ | ----------------------------- |
| Uzbekistan Airways | Shanghai–Pudong, Shijiazhuang |